# Stetchworth
Stetchworth – wieś w Anglii, w hrabstwie Cambridgeshire, w dystrykcie East Cambridgeshire. Leży 19 km na wschód od miasta Cambridge i 85 km na północny wschód od Londynu. W 2001 miejscowość liczyła 691 mieszkańców.